# Haute école de la province de Liège
 (mai 2022).
La mise en forme du texte ne suit pas les recommandations de Wikipédia : il faut le « wikifier ».
Les points d'amélioration suivants sont les cas les plus fréquents. Le détail des points à revoir est peut-être précisé sur la page de discussion.
- Les titres sont pré-formatés par le logiciel. Ils ne sont ni en capitales, ni en gras.
- Le texte ne doit pas être écrit en capitales (les noms de famille non plus), ni en gras, ni en italique, ni en « petit »…
- Le gras n'est utilisé que pour surligner le titre de l'article dans l'introduction, une seule fois.
- L'italique est rarement utilisé : mots en langue étrangère, titres d'œuvres, noms de bateaux, etc.
- Les citations ne sont pas en italique mais en corps de texte normal. Elles sont entourées par des guillemets français : « et ».
- Les listes à puces sont à éviter, des paragraphes rédigés étant largement préférés. Les tableaux sont à réserver à la présentation de données structurées (résultats, etc.).
- Les appels de note de bas de page (petits chiffres en exposant, introduits par l'outil «  Source ») sont à placer entre la fin de phrase et le point final[comme ça].
- Les liens internes (vers d'autres articles de Wikipédia) sont à choisir avec parcimonie. Créez des liens vers des articles approfondissant le sujet. Les termes génériques sans rapport avec le sujet sont à éviter, ainsi que les répétitions de liens vers un même terme.
- Les liens externes sont à placer uniquement dans une section « Liens externes », à la fin de l'article. Ces liens sont à choisir avec parcimonie suivant les règles définies. Si un lien sert de source à l'article, son insertion dans le texte est à faire par les notes de bas de page.
- La présentation des références doit suivre les conventions bibliographiques. Il est recommandé d'utiliser les modèles {{Ouvrage}}, {{Chapitre}}, {{Article}}, {{Lien web}} et/ou {{Bibliographie}}. Le mode d'édition visuel peut mettre en forme automatiquement les références.
- Insérer une infobox (cadre d'informations à droite) n'est pas obligatoire pour parachever la mise en page.

Pour une aide détaillée, merci de consulter Aide:Wikification.
Si vous pensez que ces points ont été résolus, vous pouvez retirer ce bandeau et améliorer la mise en forme d'un autre article.
La Haute école de la province de Liège (HEPL) est une haute école belge du réseau officiel subventionné par la Fédération Wallonie-Bruxelles et dont le pouvoir organisateur est la province de Liège. Elle voit le jour en septembre 2007 et résulte de la fusion des trois hautes écoles liégeoises provinciales Léon-Éli Troclet, André Vésale et Rennequin Sualem. Elle est également membre du Pôle académique Liège-Luxembourg.
Elle propose plus de 70 formations: type court (bachelier), type long (master) et plusieurs bacheliers de spécialisation ; dispensés dans 10 implantations à travers la province de Liège.

## Départements et formations
La HEPL est organisée en sept départements reprenant chacun une ou plusieurs formations de type court et/ou de type long :
- Département « Sciences agronomiques »
  - Bachelier en agronomie
- Département « Sciences économiques et juridiques »
  - Bachelier en international business
  - Bachelier en comptabilité
  - Bachelier en coopération internationale
  - Bachelier en droit
  - Bachelier en e-business
  - Bachelier en management de la logistique
  - Bachelier en marketing
  - Master en expertise comptable et fiscale
  - Master en Facility Management
  - Master en gestion publique
- Département « Sciences psychologiques et de l'éducation »
  - Bachelier - Accueil et éducation du jeune enfant
  - Master - enseignement - section 3 - éducation physique et éducation à la santé
  - Bachelier - Éducateur(trice) spécialisé(e) en accompagnement psycho-éducatif
  - Bachelier en coaching sportif
  - Bachelier de spécialisation en préparation physique et entraînement
  - Bachelier de spécialisation en psychomotricité
- Département « Sciences sociales et communication »
  - Bachelier - Assistant(e) en psychologie
  - Bachelier - Assistant(e) social(e)
  - Bachelier - Bibliothécaire - documentaliste
  - Bachelier en communication
  - Bachelier en écriture multimédia
  - Bachelier en gestion des ressources humaines
  - Bachelier de spécialisation en médiation
  - Master en ingénierie de la prévention et de la gestion des conflits
  - Master en ingénierie et actions sociales
- Département « Sciences et techniques »
  - Bachelier en chimie
  - Bachelier en construction
  - Bachelier en électromécanique
  - Bachelier en énergies alternatives et renouvelables
  - Bachelier en informatique
  - Bachelier en techniques graphiques orientation infographiques
  - Bachelier (de transition) en jeu vidéo
  - Master en architecture des systèmes informatiques
  - Master en gestion de production
  - Master en sciences de l'ingénieur industriel (orientations : chimie, biochimie, construction, géomètre, électromécanique, électronique, informatique)
- Département « Sciences de la motricité »
  - Bachelier en ergothérapie
  - Bachelier en kinésithérapie
  - Bachelier en psychomotricité
  - Master en kinésithérapie
- Département « Sciences de la santé »
  - Bachelier en audiologie
  - Bachelier - Hygiéniste bucco-dentaire
  - Bachelier - Infirmier responsable des soins généraux
  - Bachelier - Sage-femme
  - Bachelier - Technologue de laboratoire médical
  - Bachelier - Technologue en imagerie médicale
  - Bachelier en diététique
  - Bachelier en logopédie
  - Bachelier en orthoptie

## Implantations

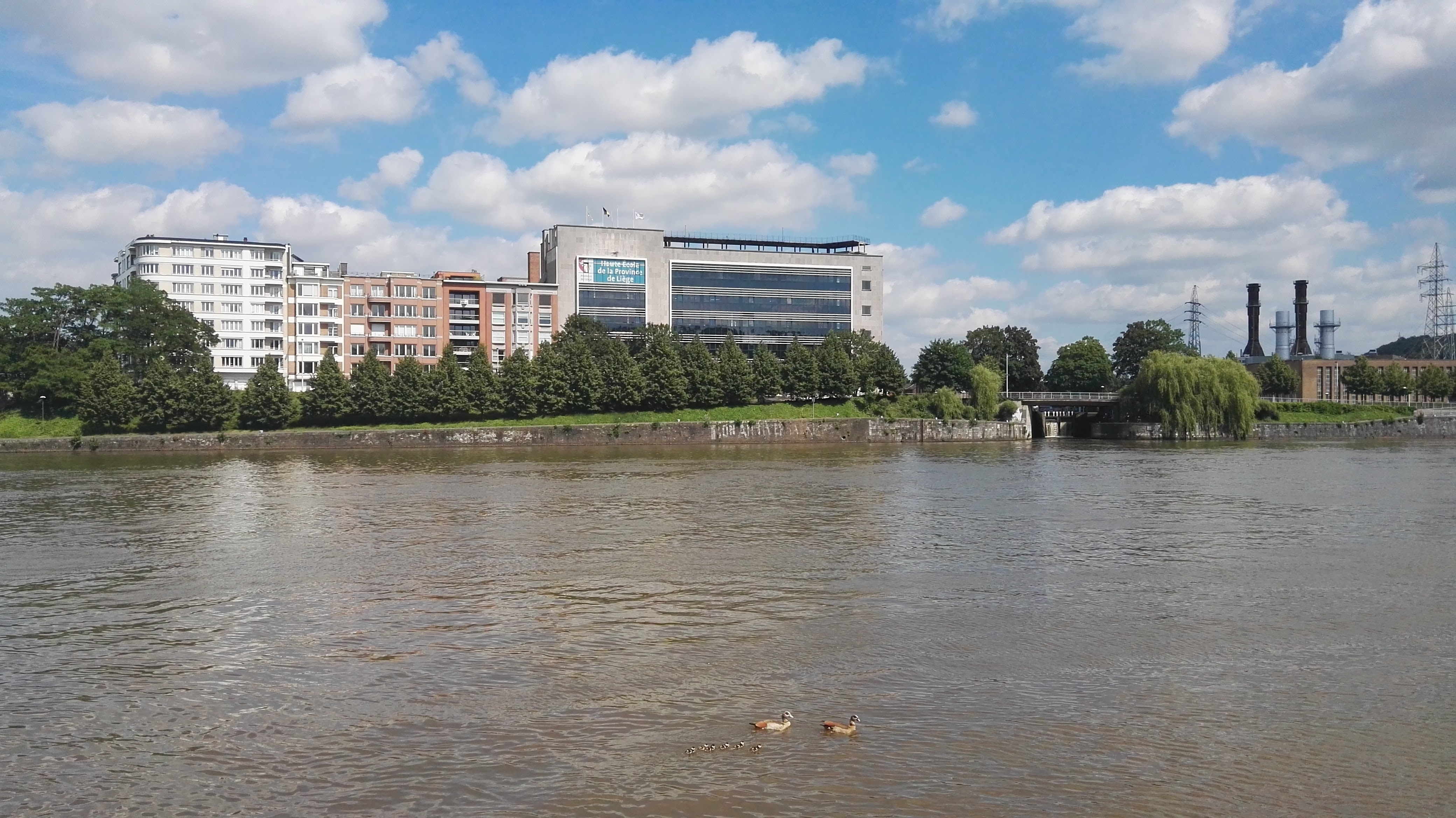
Implantation du Quai Gloesener.

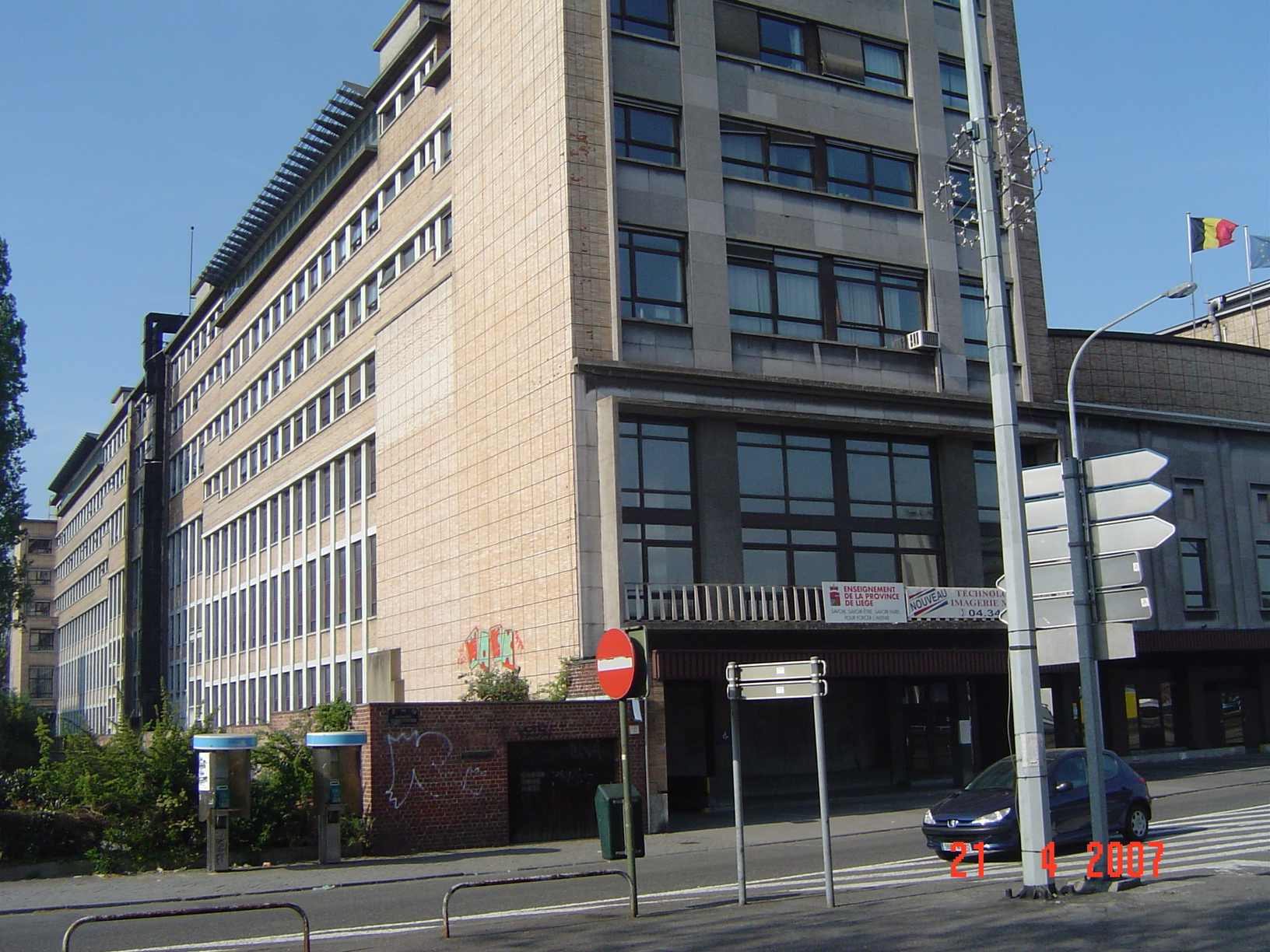
Implantation du Quai du Barbou.

Les formations sont dispensées dans différents sites et campus à travers la province de Liège :
- Liège
  - Quai Gloesener, 6
  - Rue Beeckman, 19
  - Boulevard d'Avroy, 61
  - Quai Godefroid Kurth, 100
  - Quai du Barbou, 2
- Verviers
  - Campus Verviers (rue aux Laines, 21)
- Seraing
  - Campus 2000 (Avenue Montesquieu, 6)
  - Parc des Marêts (rue Peetermans, 80)
- Huy
  - Avenue Delchambre, 13
- La Reid
  - Campus agronomique (Rue du Haftay, 21)

## Compétitions et récompenses

### Eco-maraton Shell
Depuis 2011, les étudiants du bachelier en électromécanique participent à la compétition automobile annuelle Éco-marathon Shell organisée par la compagnie pétrolière Shell dont le but est de parcourir la plus longue distance avec un litre de carburant et où concourent près de 140 équipes d'étudiants provenant de 28 pays européens. Le prototype EcoMotion a décroché la 2e place en 2016 dans la catégorie "Prototype à carburants alternatifs", la 4e place en 2017 dans la catégorie "Prototype moteurs à combustion interne",, la 7e place en 2018 dans la catégorie "Prototype moteurs à combustion interne" et la 6e place en 2019 dans la catégorie "Prototype moteurs à combustion interne" avec un record de 1.861 km/l, soit 427 km de plus que l'édition précédente,,.

### StarTech
Les étudiants de dernière année du master en sciences de l'ingénieur industriel participent depuis plusieurs années au projet StarTech, un programme de formation et de coaching destiné à développer l’esprit d’entreprendre des étudiants ingénieurs en Wallonie de différentes écoles (dont l'université de Liège, Polytech Mons, HELMo Gramme, Henallux, etc.). Étalé sur environ dix semaines de coaching par des professionnels de l’accompagnement de start-ups, le programme a pour but d’amener les étudiants ingénieurs à la mise au point d’un projet-prototype commercialisable. StartTech est un programme organisé par WSL, l’incubateur wallon pour les techno-entrepreneurs, en partenariat avec la Sowalfin. Les étudiants ingénieurs de la HEPL remportent le premier prix en 2017 avec le projet Chitosil, et en 2018 avec le projet MARK.